# Allancastria louristana
Allancastria louristana is een vlinder uit de familie van de pages (Papilionidae). De wetenschappelijke naam werd gepubliceerd in 1908 door Le Cerf.